# Polycitor magalhaensis
Polycitor magalhaensis is een zakpijpensoort uit de familie van de Polycitoridae. De wetenschappelijke naam van de soort is voor het eerst geldig gepubliceerd in 1907 door Michaelsen.